# Кашубы

Флаг Кашубии

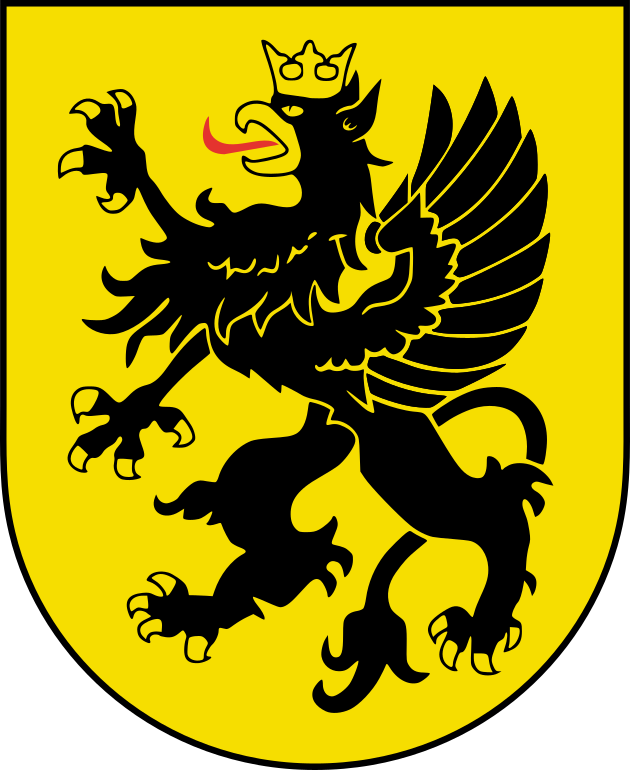
Герб Кашубии

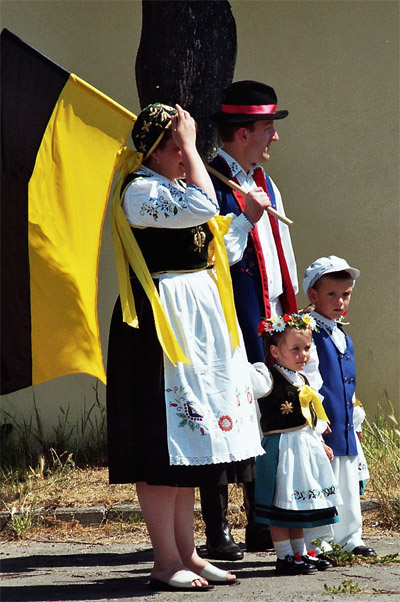
Кашубская семья на съезде кашубов в Лебе в 2005 году

Кашу́бы (кашуб. Kaszëbi; пол. Kaszubi; нем. Kaschuben) — западнославянская этническая группа (в российских источниках иногда обозначаемая этнической группой поляков), населяющая часть польского Поморья — Кашубию. Говорят на кашубском языке. Всего их — около 500 000 человек. 
Неофициальная столица кашубской этнической территории — город Картузы. Из крупных городов наибольший процент людей кашубского происхождения проживает в Гдыне. Изначально основным занятием большинства кашубов было рыболовство; сейчас большинство работает в сфере туризма.
Основная организация, которая заботится о сохранении самобытности и традициях кашубов, — Кашубско-Поморский союз.

## Этноним
Этноним «кашубы» впервые появился в виде Cassubitae (на латыни) в рукописях XIII в., в частности, в «Хронике Великопольской»:

Есть славянский народ с названием кашубы, и так их назвали из-за ширины и длины одежды, которую они должны были собирать в складки вследствие её ширины и длины. Ведь по-славянски морщина или складка на одежде называется «хуба» (huba), отсюда и «кашубы» (Casshubii), то есть «складывай складки». Большая [часть] их живёт вокруг Северного моря.
Одно из первых печатных упоминаний этого этнонима также относится к середине XVI в. и принадлежит К. Гесснеру, автору труда «Mithridates» (1555).

## Субэтнические группы

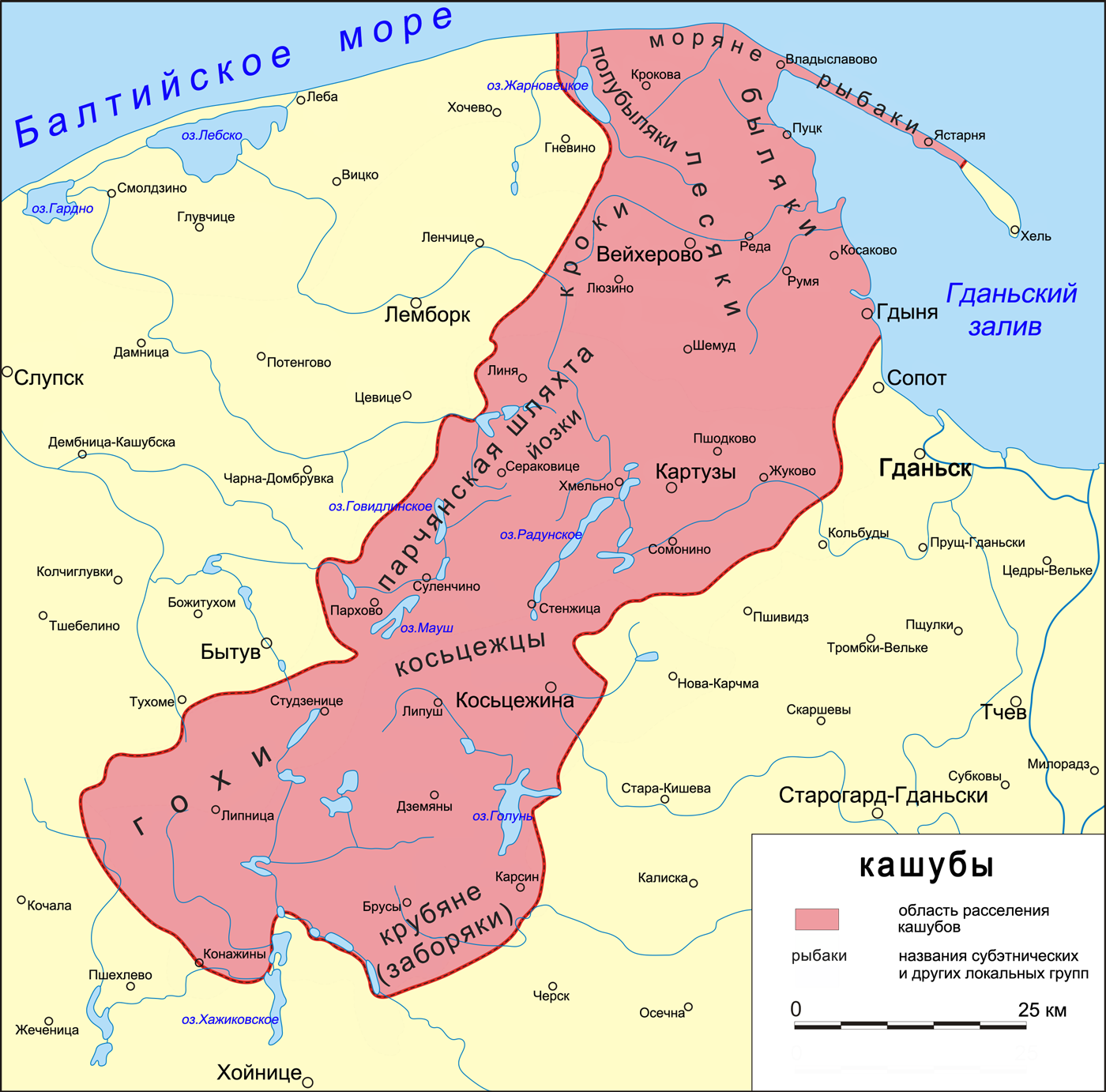
Этническая территория и группы кашубов в конце XX века

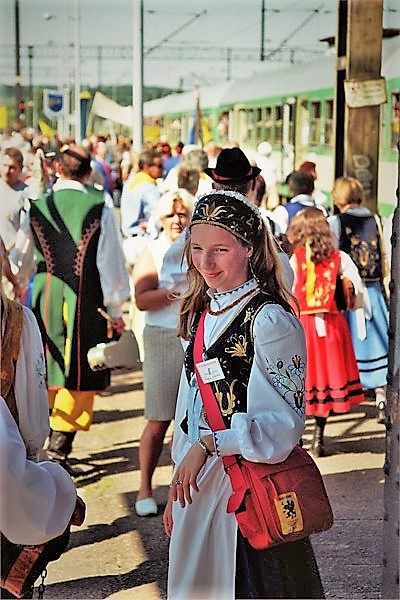
Девушка в кашубском национальном костюме

У кашубов в разных районах их этнической территории отмечаются или отмечались в прошлом различия в языке и культуре. 
Разного рода этнографические особенности были причиной формирования нескольких сравнительно обособленных групп. Названия их, как правило, связаны с характером местности их расселения — лесоки (кашуб. lesôcë), моряне (кашуб. mòrzanie); с исторической областью — заборяки (кашуб. zabòrôcë) в области Заборы (пол. Zabory); с диалектными особенностями — быляки (кашуб. bëlôcë), гохи (кашуб. gôchë, gôchòwie); с родом традиционных занятий — рыбаки (кашуб. rëbôcë), гбуры (кашуб. gbùrë); с особенностями народного костюма — кабатки (кашуб. kabatcy), йозки (кашуб. józcë), а также с сословными отличиями — парчянская шляхта (кашуб. parcanô szlachta).
Некоторые субэтнические группы объединяют в себе мелкие локальные группы. Так, в группу быляков входят рыбаки, гбуры и другие. Некоторые группы включают в себя другие только частично. Ряд субэтносов имеют по два и более названий (крубяне, иначе заборяки). Некоторые из групп — такие, как например кабатки, жившие рядом со словинцами — были онемечены ещё в первой половине XX века. Для каждой из групп характерен свой особый говор или несколько близких друг другу говоров. В настоящее время этнографические отличия разных групп кашубов почти стёрлись, названия многих из них употребляются редко — повсеместно распространён этноним «кашубы».

## История
Кашубов считают прямыми потомками древнеславянского племени поморян, которые заселяли территории современных Поморского, Западно-Поморского и Куявско-Поморского воеводств Польши. Предполагается, что предки кашубов пришли в местность между реками Одер и Висла во время великого переселения народов. Древнейшее упоминание их имени относится к XIII веку (печать герцога Барнима I Померанского). В этот же период кашубами впервые были названы поморские славяне, владевшие землями вокруг Щецина (современное Западно-Поморское воеводство), тогда как современные кашубы живут в Поморском воеводстве Польши, то есть восточнее. В последующие эпохи в западных частях своего ареала поморские славяне практически полностью онемечились. Единственной группой не до конца онемечившихся прямых потомков поморских славян, проживавших на территории современного Западно-Поморского воеводства Польши до окончания второй мировой войны, являлись родственные кашубам словинцы. Так назывались потомки поморских славян в западных частях древней Померании, а название кашубы закрепилось за их восточными родичами. Однако после окончания войны и вхождения земель бывшей Померании в состав Польши последние словинцы вместе с немцами почти поголовно были изгнаны поляками со своих земель. Эта же судьба в те годы постигла и многих кашубов.
По Вестфальскому миру 1648 года, после окончания Тридцатилетней войны, часть Западной Померании стала шведской, и шведские короли добавляли себе титул «Герцог Кашубии» с 1648 по 1720-е годы.
Ландтаг Пруссии, заседавший в 1843 году в Кёнигсберге, решил изменить официальный церковный язык с польского на немецкий, но вскоре это решение было отозвано, и с 1852 года в гимназиях Вейхерово преподавание велось на кашубском.

### Эмиграция в XIX веке
Сложное экономическое положение в Кашубии в первой половине XIX века стало причиной выезда кашубов сначала в соседние регионы на сезонные работы, а затем и эмиграции в другие страны, которая началась в 1831 году и приобрела массовый характер в конце XIX века. Кашубы выезжали в Вестфалию и другие прирейнские области Германии, а также в США и Канаду. В 1860 году кашубами было основано поселение Вильно (Wilno) в канадской провинции Онтарио, жители которого до настоящего времени сохраняют кашубские традиции и даже родной язык. Центром американской эмиграции стал город Уинона, в котором жил известный кашубский писатель И. Дердовский (в 1886—1902 годах он занимался в Уиноне редактированием еженедельника Wiarus, переименованного в Katolik в 1893 году). По просьбе С. Рамулта, работавшего над книгой «Статистические данные по численности кашубского населения» (Statystyka ludności kaszubskiej) И. Дердовский собрал сведения по кашубской эмиграции конца XIX века. Согласно этим сведениям в США (главным образом в штатах Нью-Йорк, Мичиган, Миннесота, Иллинойс, Висконсин) жило 90 700 кашубов, в Канаде — 25 000, в Бразилии — 15 000. Небольшие группы кашубов жили также в Австралии и Новой Зеландии. Численность кашубов в канадской провинции Онтарио составляла во второй половине XX века приблизительно от одного до двух десятков тысяч человек. По свидетельству посетившего Канаду писателя Я. Джежджона канадские кашубы старшего поколения были знакомы с кашубским фольклором, а представители младшего поколения могли говорить по-кашубски. Изучением кашубского языка и фольклора в Америке занимался Я. Перковский (J. Perkowski), в речи нескольких кашубов Миннесоты, которые родились в США и являлись потомками иммигрантов из Кашубского Поморья, он отмечал помимо южнокашубских диалектных черт также смешение черт английского и польского языков, а также некоторое влияние славянских языков, носители которых жили в Миннесоте рядом с кашубами.

### Кашубы в XX веке
В XX веке Ян Трепчик написал неофициальный гимн кашубов.

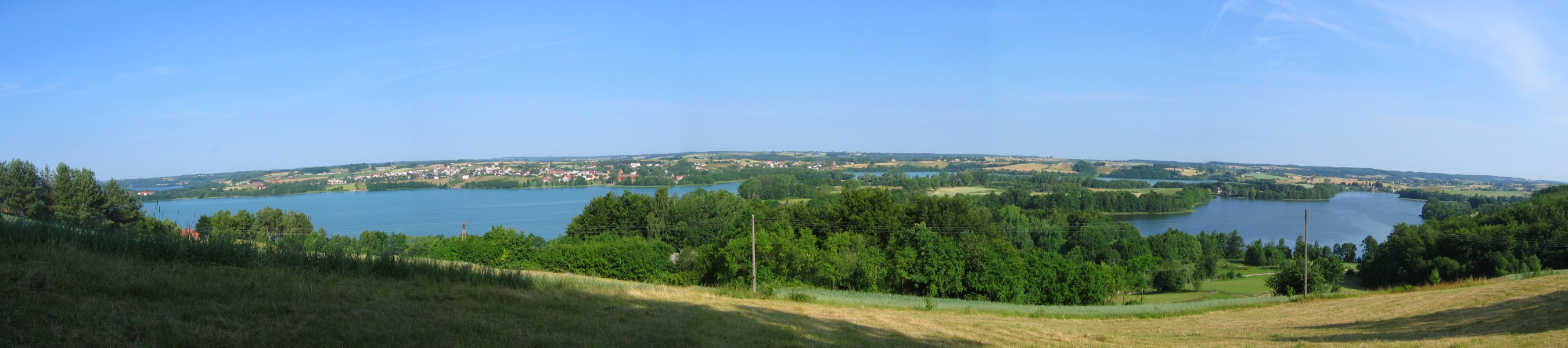
Кашубский ландшафтный парк, вид с Тамовой горы, окрестности Картуз и озёр Клодно, Бяле и Реково

### Представители
Из известных людей кашубского происхождения можно выделить генерала полиции и войск СС Эриха фон дем Баха, премьер-министра Польши в 2007—2014 гг. и председателя Европейского совета в 2014—2019 гг. Дональда Туска, немецкого писателя Гюнтера Грасса, портового рабочего из Гдыни Брунона Дрыву, погибшего при подавлении рабочих волнений 1970 года и ставшего символом этих событий.